# Fredlanea guaranitica
Fredlanea guaranitica är en skalbaggsart som först beskrevs av Lane 1966.  Fredlanea guaranitica ingår i släktet Fredlanea och familjen långhorningar.
Artens utbredningsområde är Paraguay. Inga underarter finns listade i Catalogue of Life.